# Romungró nyelv
A romungró nyelv a magyar nyelv változata, amely tulajdonképpen a félig-meddig asszimilálódott romungró cigányok jellegzetes nyelvjárása. A magyarországi cigányoknak ma már csak egy része beszéli ősei eredeti nyelvét, többségében a lovári nyelvet, kevésbé a beás nyelvet.
A romungró cigányok nagy része nem irodalmi magyar kiejtéssel beszéli a magyar nyelvet, hanem sajátos cigány akcentussal. Az ősi nyelvből elsősorban szavakat őrzött meg a romungró, amelyeket a magyar nyelv ragozásának megfelelően használnak, így pl. a csávó (férfi), puja (gyerek), lóvé (pénz).
A romungró nyelv, ahogy a legtöbb nyelv vagy nyelvváltozat a világon, nem egységes, területenként más és más jellegzetességgel beszélik a romák a magyar nyelvet. Gátolja ennek felmérését a megfelelő adatok és feljegyzések hiánya, de néhány tipikus sajátosság elmondható a romungrók nyelvjárásáról: a romungró nyelv az 'é' hangok helyett gyakran hosszú 'í'-ket használ (szemít, kerík, kenyír), a rövid 'o' hang helyet 'u'-t (komur), a hosszú 'ő'-k helyett 'ű' (tűled), vagy a rövid 'a' hang helyett minden esetben 'á'-kat mond (árc, hátálom). A romungróban szabályosan "megkúrtítanak" magyar szavakat (píz-pénz, mer-mert), vagy a ragokat, így jellemző még számos magyar tájszólásban a -ban, -ben ragok -ba, -be formára rövidülése a helyhatározóban, sőt gyakoriak a kettőzött 'j' hangok (hejjet, mejjet). Gyakran rövidítik a hosszú mássalhangzókat (hozád, lasan), amely mellett a szóvégi magánhangzókat megnyújtva ejtik. A romungrók nyelvjárásában a hamis barát szemantikájának megfelelően bizonyos szavakat eltérő, vagy sajátos, rájuk jellemző jelentéssel ruháznak fel. A hüllő megjelöléssel a romák szóhasználata az embereket kihasználó személyt érti, amelyre a magyar irodalmi nyelv a kígyó jelzővel él, minthogy a hüllő gyűjtőnév. Romungró szólások, közmondások is léteznek: Kilukadt elűtted a világ - ami annyit tesz: jövőtlenné vált.
Mivel többnyire csak hangtani tekintetben különül el a magyartól, az irodalmi magyar beszélői számára teljesen érthető. A médiában bemutatott alacsony képzettségű vagy kevéssé civilizált cigányok többnyire a maguk romungró nyelvjárásával szólalnak meg. A szórakoztatóiparban is közismert több olyan cigány személy, akik nyilvános szereplésük alkalmával is romungróul beszélnek. A romungró nyelv a magyar humoristák körében is népszerű, mivel könnyen elsajátítható, és kabarékban, paródiákban alkalmas a cigányok karikírozására.